# Élida Vigo
Élida María Vigo (San Juan, 6 de octubre de 1944) es una política argentina. Poseyó una banca en el Senado representando a la provincia de Misiones en el bloque mayoritario del Frente para la Victoria.

## Trayectoria
Nacida en 1944 en la ciudad argentina de San Juan, capital de la provincia homónima. Años más tarde, en 1975, Vigo se trasladaría a la provincia de Misiones, asentándose en Posadas, la capital de dicha provincia argentina. Sirvió como concejala en Posadas de 1987 hasta 1991, y luego como diputada provincial hasta 1995. Desde 1995 fue subsecretaria de la Mujer y Familia, en la provincia de Misiones hasta 1996. De 1999 a 2002 fue diputada nacional representando a la provincia de Misiones en Buenos Aires, para luego retornar a Misiones y ser subsecretaria de gobierno. Vigo siguió la política de izquierda de Jorge Abelardo Ramos, quien describió a su ideología como la 'Izquierda nacional'. Se casó con el profesor de historia, quien también se desempeñaría como senador, Salvador Cabral Arrechea, con quien tuvo dos hijos.
Fundó un partido, el Movimiento para un Nuevo País, que es parte de la alianza electoral del Frente Renovador de la Concordia. Ese Frente se formó con radicales y peronistsa para sostener al luego al gobernador Carlos Rovira, y a la presidenta Cristina Fernández de Kirchner, y a su predecesor Néstor Kirchner y su Frente para la Victoria.
En 2005, Vigo fue elegida al Senado de la Nación. Fue miembro del Parlamento del Mercosur.
Vigo también se desempeñó como Secretaria General del Sindicato de Amas de Casa de la República Argentina, y de su filial en Misiones.